# Сајлас (Алабама)
Сајлас (енгл. Silas) град је у америчкој савезној држави Алабама. По попису становништва из 2010. у њему је живело 452 становника.

## Демографија
Према попису становништва из 2010. у граду је живело 452 становника, што је 77 (14,6%) становника мање него 2000. године.
| Група             | 2000.       | 2010.       |
| Белци             | 380 (71,8%) | 321 (71,0%) |
| Афроамериканци    | 136 (25,7%) | 131 (29,0%) |
| Азијати           | 0 (0,0%)    | 0 (0,0%)    |
| Хиспаноамериканци | 1 (0,2%)    | 0 (0,0%)    |
| Укупно            | 529         | 452         |